# Bruit de fond (roman)
Pour les articles homonymes, voir Bruit de fond (homonymie).
Bruit de fond (titre original : White Noise) est un roman de l'écrivain américain Don DeLillo, publié en 1985, qui a obtenu la même année le National Book Award. Il a fait accéder DeLillo à une grande notoriété.

## Résumé
Bruit de fond relate une année universitaire dans l’existence de son narrateur, Jack Gladney, professeur d'université dans une petite ville américaine tranquille, Blacksmith. Il vit à avec sa femme, Babette, et quatre de leurs enfants issus de mariages précédents : Heinrich, Steffie, Denise et Wilder. Tout au long du roman, plusieurs demi-frères et demi-sœurs et ex-conjoints vont et viennent dans la maison familiale. Jack et Babette ont tous deux très peur de la mort et se demandent souvent lequel d'entre eux sera le premier à mourir.
La première partie du roman, intitulée « Ondes et radiations », est surtout une chronique de la vie familiale contemporaine combinée à une satire académique. L'intrigue peu développée sert surtout d'introduction aux personnages et aux thèmes qui dominent l’ensemble du livre. La famille est constamment immergée dans un bruit ambiant, écoutant la radio, regardant la télévision, passant son temps au supermarché ou dans une galerie marchande. Jack enseigne, par ailleurs, dans un établissement appelé College-on-the-Hill, où il a fondé un département d'études hitlériennes en 1968. Depuis lors, il capitalise sur l'importance d'Hitler en tant que personnage historique, ce qui lui confère un air de dignité et d'importance par association. Pourtant, Jack est toujours conscient que son aura et sa personnalité ont été artificiellement construites, et il s'inquiète d'être démasqué comme un imposteur. À sa grande honte, il ne sait pas parler allemand. Aussi, lorsqu'une conférence sur Hitler est programmée au College-on-the-Hill, Jack commence à prendre secrètement des cours d'allemand.
Sur le campus, les études hitlériennes partagent un bâtiment avec le département des environnements américains, qui est principalement composé de ce que Jack appelle les « émigrés new-yorkais », un groupe de professeurs sarcastiques, obsédés par la culture populaire américaine. Jack se lie d'amitié avec l'un d’entre eux, un ancien journaliste sportif nommé Murray Jay Siskind. Murray est venu à Blacksmith pour s'immerger dans ce qu'il appelle « la magie et l'effroi américains ». Il a l’art de trouver des significations profondes aux événements et lieux les plus ordinaires de la vie quotidienne ; en particulier le supermarché regorge, selon lui, de quantités massives de « données psychiques ». Avec Jack, il discute de théories diverses sur la mort, les supermarchés, les médias, les “données psychiques” et autres facettes de la culture américaine contemporaine. Jack et Murray visitent aussi « la grange la plus photographiée d’Amérique », discutant du fait que sa notoriété rend impossible le fait de la voir réellement. Plus tard, ils présentent une conférence commune impromptue, comparant les vies respectives d'Hitler et d'Elvis Presley.
La deux parties suivantes du roman (« L’événement toxique aérien » et « Dylarama ») s'articulent autour de deux éléments majeurs de l'intrigue : un nuage toxique provoqué par un accident menace la ville de Blacksmith, et donne soudain à Bruit des fond des airs de roman catastrophe ; puis la découverte par Jack de la participation de sa femme à une étude expérimentale sur un nouveau médicament psychotrope appelé Dylar.
Un jour, Jack trouve son fils Heinrich sur le toit de la maison, regardant un nuage de fumée s'élever dans le ciel. Heinrich lui apprend qu'un wagon de train a déraillé et pris feu, libérant une substance toxique dans l'air. Toute la ville de Blacksmith reçoit l'ordre d'évacuer vers un camp de scouts abandonné dans la ville voisine de Iron City. Dans le camp d'évacuation, Jack apprend qu'il a été exposé au Nyodene D., un produit chimique mortel. Un technicien explique à Jack que ce produit demeure trente ans dans le corps humain et que, dans quinze ans, on pourra lui donner une réponse plus définitive sur ses chances de survie. En raison de l'imprécision de cette explication, Jack est préoccupé par l'idée qu'il est désormais marqué pour la mort. Les habitants de la ville restent évacués de leurs maisons pendant neuf jours supplémentaires. Après la disparition du nuage toxique, les couchers de soleil à Blacksmith deviennent étonnamment beaux.
Dans la troisième partie du livre, « Dylarama », Denise, la fille de Babette, découvre une fiole de pilules, étiquetée Dylar, que sa mère prend en secret. Babette se dérobe aux questions de Denise et de Jack, qui apporte une pilule à Winnie Richards, une scientifique du College-on-the-Hill. Après avoir analysé la pilule, Winnie explique à Jack qu'il s'agit d'un produit psycho-pharmaceutique très avancé. Jack confronte finalement Babette au sujet des pilules. En larmes, elle lui explique que le Dylar est un médicament expérimental, non homologué, qui, selon elle, peut la guérir de sa peur obsessionnelle de mourir. Pour obtenir des échantillons du médicament, Babette avoue avoir eu une liaison avec le directeur du projet Dylar, un homme qu'elle appelle uniquement M. Gray. En retour, Jack avoue à Babette son exposition fatale au Nyodene D.. Sa peur de la mort étant plus grande que jamais, Jack part à la recherche des pilules de Dylar restantes de Babette, mais il découvre que Denise les a toutes jetées. Le roman devient à cette occasion une méditation sur la peur de mourir et l'obsession de la société contemporaine pour les remèdes chimiques. Cependant, le Dylar ne fonctionne pas pour Babette, et il a de nombreux effets secondaires possibles, y compris la perte de la capacité à « distinguer les mots des choses ». Jack commence à avoir des problèmes de sommeil. Il se rend fréquemment chez le médecin et se préoccupe de débarrasser sa maison de tout ce qui est inutilisé. Il reste éveillé tard dans la nuit pour regarder les enfants dormir. Jack continue d'être obsédé par la mort et cherche à se procurer du Dylar sur le marché noir. Au cours d'une discussion sur la mortalité, Murray suggère que tuer quelqu'un pourrait atténuer la peur. Jack décide de retrouver et de tuer M. Gray, dont il apprend que le vrai nom est Willie Mink. Après une scène de comédie noire où Jack conduit et répète, dans sa tête, plusieurs scénarios de leur future rencontre, il réussit à localiser et à abattre Willie, qui est alors dans un état délirant causé par sa propre dépendance au Dylar. Jack met l'arme dans la main de Willie pour faire passer le meurtre pour un suicide, mais Willie tire alors une balle dans le bras de Jack. Jack finit par transporter Willie dans un hôpital dirigé par des religieuses allemandes qui ne croient ni en Dieu ni en une vie après la mort. Après avoir sauvé Willie, Jack rentre chez lui pour regarder ses enfants dormir.
Le dernier chapitre décrit Wilder, le plus jeune enfant de Jack, qui traverse l'autoroute en tricycle et survit miraculeusement, un événement qui permet enfin à Jack de se débarrasser de sa peur de la mort et de son obsession pour les dangers liés à la santé et à la sécurité. Jack, Babette et Wilder se joignent à une foule qui, depuis un viaduc, admirent les spectaculaires couchers de soleil dont la beauté est sans doute rehaussée par les phénomènes toxiques en suspension dans l'air. Jack termine son récit en décrivant le supermarché de Blacksmith dont les caisses ont été dotées de nouveaux scanners holographiques et dont les allées ont été réorganisées, plongeant la clientèle dans la confusion.

## Analyse
Il y dépeint la société américaine du milieu des années 1980 au travers d'une famille bourgeoise et éduquée habitant le Midwest américain prise dans le « bruit de fond » permanent créé par les médias américains.
Dans ce livre post-moderne, présentés sous forme de satire sombre et humour noir, les thèmes abordés comprennent la saturation médiatique de la vie quotidienne, la consommation effrénée, la quête de la nouveauté, la dépendance aux médicaments, la désintégration de la famille, les catastrophes d'origine humaine et la violence endémique de la société américaine.

## Adaptation
Le film White Noise est sorti en 2022.